# Gouvernement de Riga
1713–1783
Entités précédentes :
- Livonie suédoise

Entités suivantes :
- namestnitchestvo de Riga

Le gouvernement de Riga (en russe : Рижская губерния) est un Gouvernement de l’Empire russe, qui existe de 1713 jusqu’à 1783 et sa réorganisation en namestnitchestvo (vice-royauté) de Riga. Sa capitale est la ville de Riga.

## Histoire
Le gouvernement est créé par oukaze (décret) de Pierre Ier le Grand le 17 juillet 1713 (28 juillet dans le calendrier grégorien) à partir d'une partie du gouvernement de Smolensk (dissout) et de territoires de Livonie suédoise occupés par les forces armées russes. En 1726, le gouvernement de Smolensk est rétabli, réduisant le territoire de celui de Riga. Le 3 juillet 1783 le gouvernement devient la vice-royauté de Riga sur ordre de l'impératrice Catherine II. En 1796, sous le règne de Paul Ier, le territoire devient le gouvernement de Livonie.

## Gouverneurs
- 1710—1713 — Alexandre Danilovitch Menchikov
- 1713—1719 — Piotr Alexeïevitch Galitsine
- 1719—1726 — Anikita Ivanovitch Repnine
- 1726—1731 — Hermann Jensen Bohn (de)
- 1740—1751 — Peter de Lacy
- 1751—1753 — Vladimir Petrovitch Dolgoroukov
- 1753—1758 — Fiodor Matveïevitch Voïeïkov
- 1758—1761 — Vladimir Petrovitch Dolgoroukov
- 1761—1762 — Iakov Stepanovitch Archenevski
- 1762—1791 — George Browne (en)